# Smithfield (Utah)
Smithfield – miasto w Stanach Zjednoczonych, w stanie Utah, w hrabstwie Cache.